# Prix Silpathorn
Le prix Silpathorn (รางวัลศิลปาธร) est un prix décerné chaque année à des artistes contemporains thaïlandais vivants par le Bureau de l'art contemporain et de la culture (anglais : Office of Contemporary Art and Culture, OCAC) du ministère thaïlandais de la Culture (en). Les prix ont été créés en 2004 pour promouvoir les artistes contemporains thaïlandais qui sont considérés comme étant en milieu de carrière et qui ont déjà apporté une contribution notable aux beaux-arts et à la culture thaïlandaise.
Les artistes sont récompensés dans les domaines des arts visuels, de la littérature, de la musique, du cinéma, des arts du spectacle, du design et de l'architecture.

## Lauréats
Liste non exhaustive
- 2004 : Chalermchai Kositpipat, Chart Korbjitti, Pen-ek Ratanaruang
- 2005 : Saksiri Meesomsueb, Apichatpong Weerasethakul
- 2006 : Win Lyovarin, Wisit Sasanatieng
- 2007 : Rirkrit Tiravanija
- 2008 : Paiwarin Khao-Ngam, Nonzee Nimibutr, Araya Rasdjarmrearnsook
- 2010 : Saneh Sangsuk, Aditya Assarat